# 韋伯斯特 (伊利諾伊州)
韋伯斯特（英語：Webster）是位於美國伊利諾伊州漢考克縣的一個非建制地區。該地的面積和人口皆未知。

## 地理
韋伯斯特的座標為40°27′59″N 91°00′02″W / 40.46639°N 91.00056°W，而該地的平均海拔高度為190米（即623英尺）。